# Hamburger Bahnhof – Nationalgalerie der Gegenwart

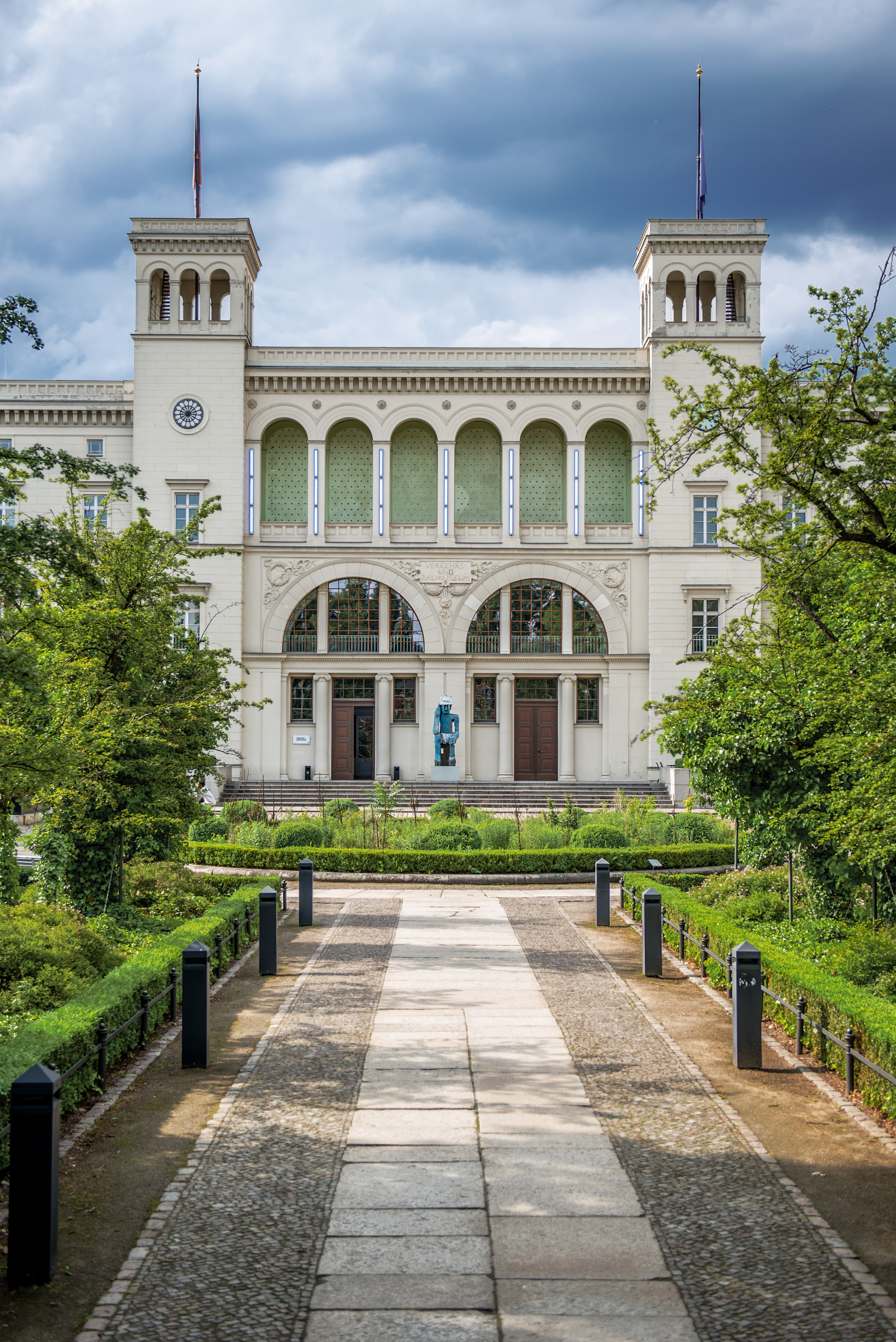
Der Hamburger Bahnhof – Nationalgalerie der Gegenwart, 2017

Der Hamburger Bahnhof – Nationalgalerie der Gegenwart, auch Hamburger Bahnhof genannt, ist ein Museum für zeitgenössische Kunst im ehemaligen Empfangsgebäude des Hamburger Bahnhofs in Berlin und Teil der Berliner Nationalgalerie. Im Jahr 2019 verzeichnete das Museum rund 308.000 Besuche.

## Geschichte
Mitte der 1980er Jahre bot der Berliner Bauunternehmer Erich Marx an, der Stadt seine Privatsammlung zur Verfügung zu stellen. Daraufhin entschied der Berliner Senat im Jahr 1987, im Empfangsgebäude des ehemaligen Hamburger Bahnhofs ein Museum für Gegenwartskunst einzurichten. Die Stiftung Preußischer Kulturbesitz erklärte sich bereit, die Trägerschaft zu übernehmen. Den vom Senat 1989 ausgeschriebenen Wettbewerb zum Umbau des Bahnhofsgebäudes gewann der Architekt Josef Kleihues. Im November 1996 erfolgte die Neueröffnung durch eine Ausstellung mit Werken von Sigmar Polke. Seither sind hier als Teil der Nationalgalerie das Museum für Gegenwart und das Joseph Beuys Medien-Archiv untergebracht.
Die Sammlungsbestände des Hamburger Bahnhofs schließen zeitlich an diejenigen der Neuen Nationalgalerie an, der Sammlungsbereich beginnt mit den 1960er Jahren. Sie setzen sich zusammen aus Exponaten der Nationalgalerie, der Sammlung Marx, der Sammlung Marzona, der Friedrich Christian Flick Collection und weiteren Erwerbungen.
Grundstock bildet die seit 1996 als Dauerleihgabe im Museum ausgestellte Sammlung Marx. Sie besteht aus rund 150 Bildern und etwa 500 Zeichnungen von Beuys und Warhol. Im März 1982 war sie erstmals in der Neuen Nationalgalerie in Teilen ausgestellt worden. 2002 wurde die Sammlung zur Konzeptkunst und Arte Povera von Egidio Marzona erworben.
2004 kam die Kunstsammlung von Friedrich Christian Flick als Leihgabe in das Museum, sie umfasste über 1500 Werke. Die erste Ausstellung und die Kooperation wurde jedoch in der Öffentlichkeit kritisch diskutiert, da die Sammlung mit dem Erbe des Unternehmers Friedrich Karl Flick finanziert wurde, der als Kriegsprofiteur des NS-Regimes gilt und dessen Vater Friedrich Flick deswegen auch verurteilt wurde.
2008 und 2014 schenkte Flick insgesamt 268 Werke seiner Friedrich Christian Flick Collection dem Museum, darunter Werke von Isa Genzken, Martin Kippenberger, Katharina Fritsch und Raymond Pettibon. Angesichts ihres Umfanges und ihrer Qualität bezeichnet die Stiftung Preußischer Kulturbesitz diese Schenkung als einzigartig in der Nachkriegszeit. Im April 2020 wurde bekannt, dass der 2003 geschlossene Leihvertrag am 30. September 2021 ausläuft. Grund war der geplante Abriss der Rieckhallen, in denen Werke aus der Sammlung gezeigt wurden.
In der Sammlung befinden sich heute Werke u. a. von Joseph Beuys, Anselm Kiefer, Richard Long, Donald Judd, Cy Twombly, Rebecca Horn, Marcel Broodthaers, Jutta Koether, Candice Breitz, Harun Farocki und Pipilotti Rist. Seit 2005 wurden durch die vom Verein der Freunde der Nationalgalerie gegründete „Stiftung für zeitgenössische Kunst“ u. a. Werke von Nevin Aladağ, Andrea Fraser, Alfredo Jaar, John Knight, Susan Philipsz und Heimo Zobernig angekauft.
Neben Sammlungspräsentationen zeigt das Museum auch Wechselausstellungen aktueller Gegenwartskünstler.
Im Juni 2020 wurde bekannt, dass der Bund das Museumsgebäude vom Investor CA Immo zurückkaufen und danach renovieren und erweitern möchte. Der Kaufvertrag wurde im November 2022 geschlossen, damit ist der Hamburger Bahnhof nun Eigentum des Bundes.
Im November 2023 berichtete die Frankfurter Allgemeine Zeitung, dass bereits im Frühjahr 2022 drei zentrale Werke der Sammlung Marx den Leihgebern ausgehändigt und ausgeführt wurden. Darunter die Werke Do It Yourself (Seascape) und Ten-foot flowers von Andy Warhol sowie Cy Twomblys Empire of Flower. Die Zeitung kritisiert namentlich Hermann Parzinger, den Präsidenten der Stiftung Preußischer Kulturbesitz, der sich den Begehrlichkeiten von Erich Marx’ Erben nicht widersetzt habe, obwohl er dazu die Möglichkeit gehabt hätte. Dieser machte geltend, dass die Übergabe der Werke auf Basis des Leihvertrags stattfand.
Teile der Sammlung sollen zukünftig auch im Berlin modern präsentiert werden.

## Rieckhallen

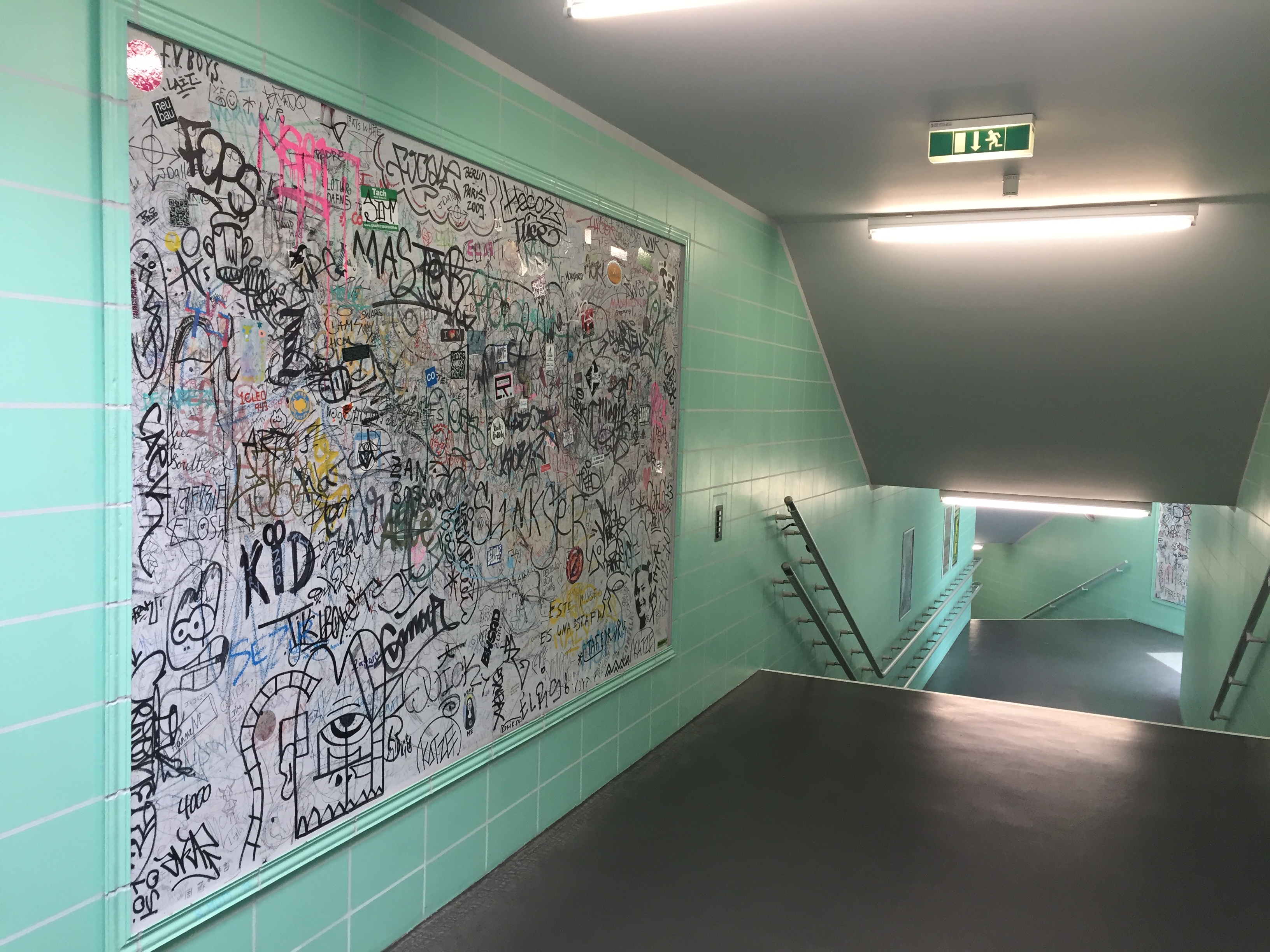
Übergang vom Hamburger Bahnhof zu den Rieckhallen, 2016

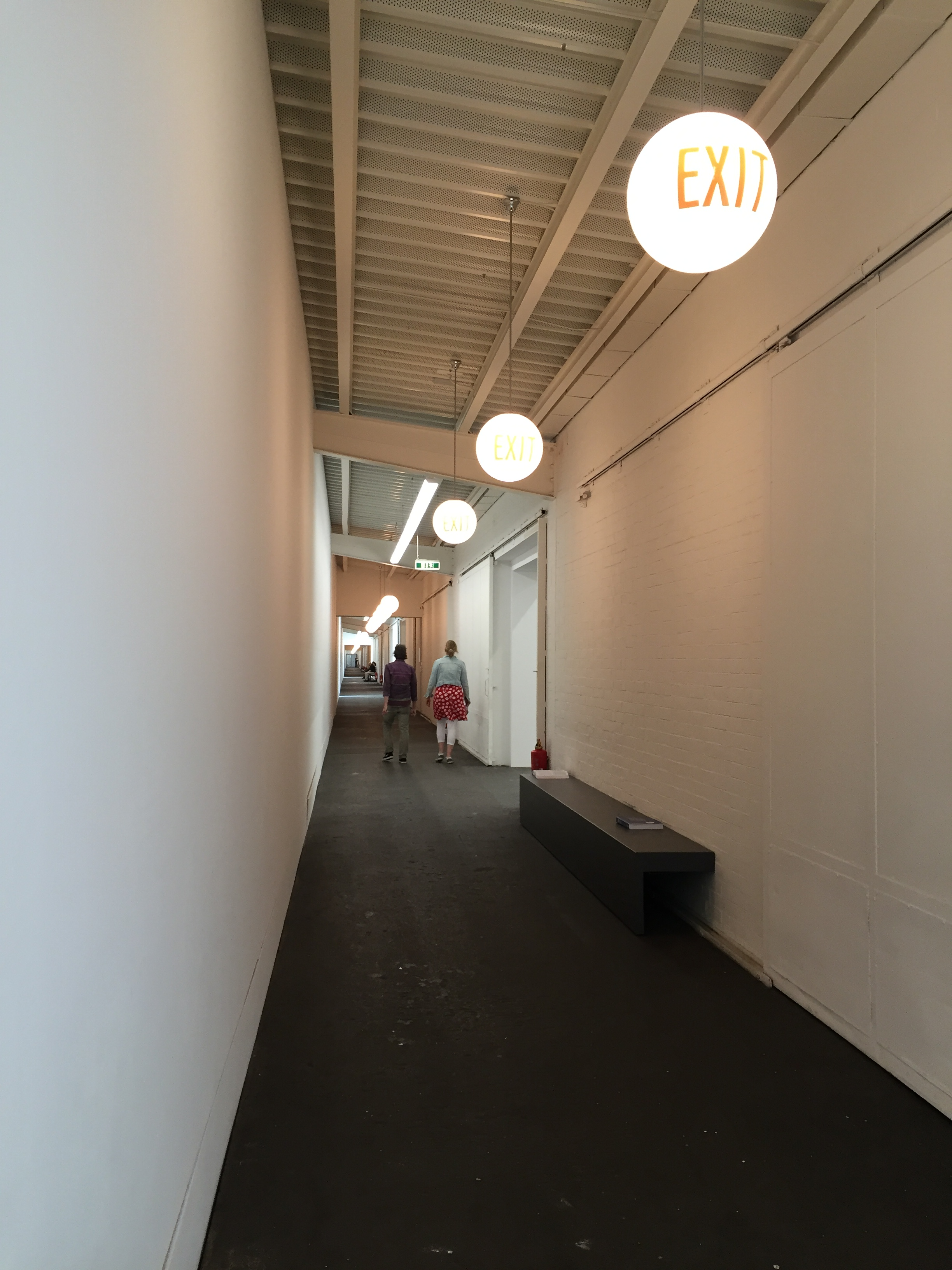
Gang in den Rieckhallen, 2016

Der ehemalige Güterbahnhof, der sich an den Hamburger Bahnhof anschließt, wurde für die Friedrich Christian Flick Collection zu einem Ausstellungsbereich umgebaut. Dieser ist rund 330 m lang und bietet eine Fläche von 6000 m². Der Umbau wurde von den Architekten Kuehn Malvezzi vorgenommen und im Sommer 2004 fertiggestellt. Die Brücke, welche die Rieckhallen mit dem Hamburger Bahnhof verbindet, ist selbst eine Kunstinstallation im Stile eines S-Bahnhof-Zugangs.
Im Frühjahr 2020 wurde bekannt, dass die CA Immo den Mietvertrag nicht verlängern und stattdessen auf dem Gelände neue Wohngebäude bauen wolle. Die in diesen Hallen gezeigte Flick Collection sollte nach Zürich übersiedeln. Im September 2020 einigten sich das Land Berlin und die CA Immo AG, dass Berlin die Rieckhallen im Tausch gegen ein noch nicht näher bezeichnetes gleichwertiges Landesgrundstück erwerben werde.

## Leitung
- 2001–2016: Eugen Blume
- 2016–2021: Gabriele Knapstein
- seit 2022: Sam Bardaouil und Till Fellrath[15]

## Filme
- Hamburger Bahnhof – Museum für Gegenwart, Berlin (= Museums-Check. Folge 56). Reportage, 30 Min., Moderation: Markus Brock, Produktion: 3sat. Erstausstrahlung: 14. April 2019.[16]